# Nenad Gattin
Nenad Gattin (Trogir, 1930. – Zagreb, 1988.), hrvatski fotograf. Uglavnom se bavio fotografijom kulturnih dijla i spomenika koje izvodi u crno-bijeloj tehnici. Ostavštinu čine 23.000 negativa, a glasovita su njegove monografije Jurja Dalmatinca (1982.), Dubrovnika (za knjigu Igora Zidića iz 1993.), Radovana (za knjigu Cvita Fiskovića iz 1989.), Dioklecijanove palače (Diocletian’s Palace in Split = Le palais de Diocletien a Split, 1979.), Starohrvatske sakralne arhitekture (1988.), Istarskih freski [koje djelo?] itd.

## Djela

### Monografije
- Nenad Gattin: “Radovan”, (1965.)
- Nenad Gattin: “Juraj Dalmatinac”, (1975.)
- Mladen Pejaković, Nenad Gattin: “Starohrvatska sakralna arhitektura”, (1988.)
- Kruno Prijatelj, Nenad Gattin: “Splitska katedrala”, (1991.)